# هاري فوس
هاري فوس (بالهولندية: Harry Vos)‏ (مواليد 4 سبتمبر 1946) هو لاعب كرة قدم. يلعب مع منتخب هولندا لكرة القدم. سبق له أن لعب في كأس العالم لكرة القدم مع منتخب بلاده.

## روابط خارجية
- هاري فوس على موقع قاعدة بيانات كرة القدم.إي يو (الإنجليزية)